# 英義彦

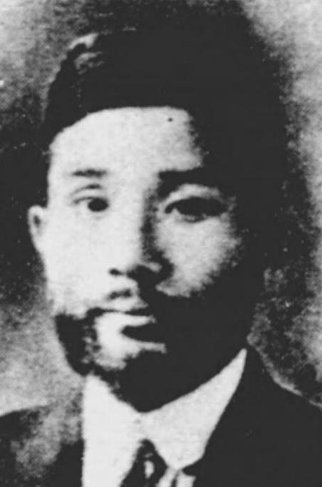
英義彦

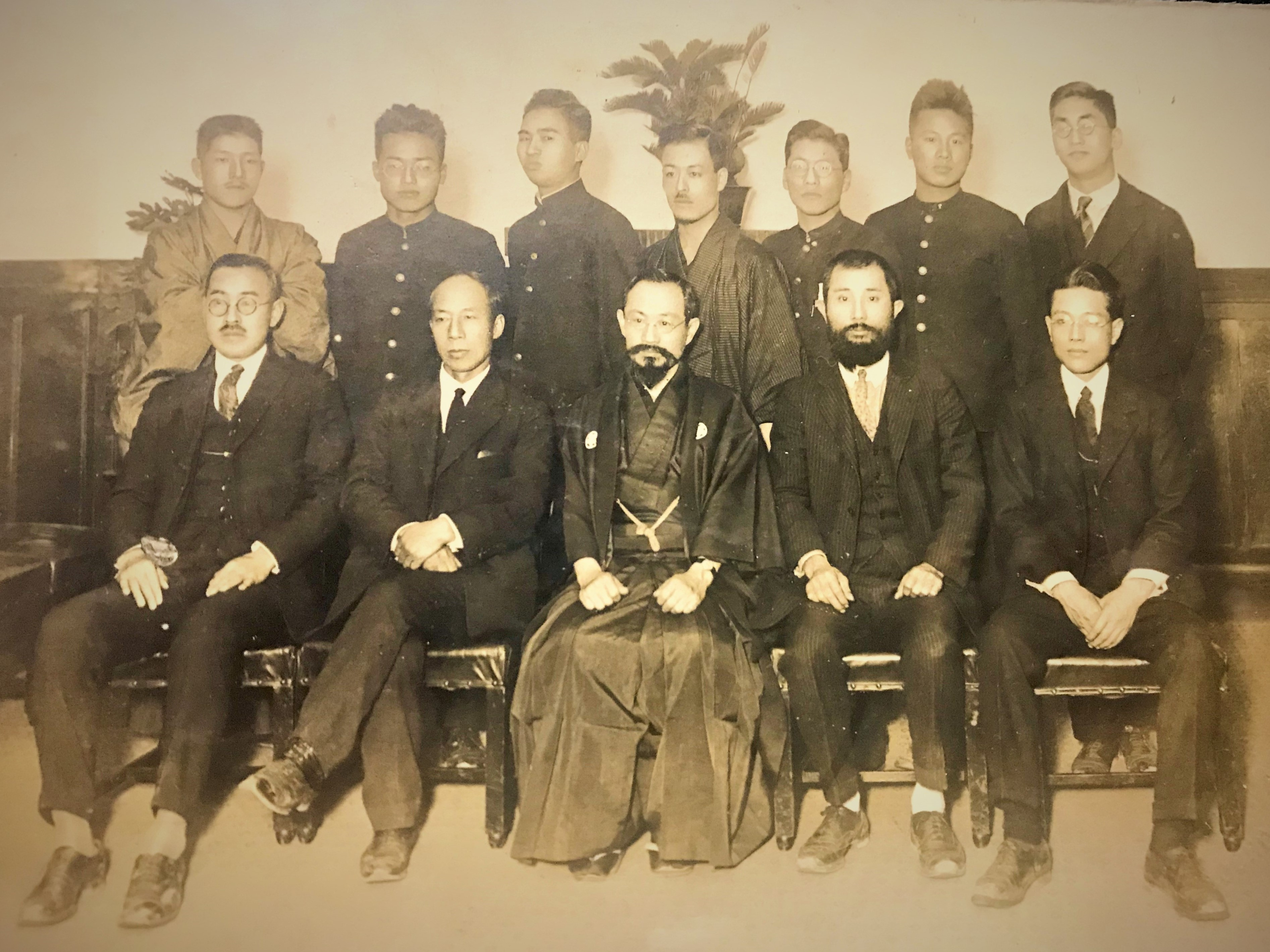
英義彦學監(前列右から二番目)、前列中央は山岡萬之助日大総長

日本大学における時局講演会(挨拶　英義彦・山岡萬之助)

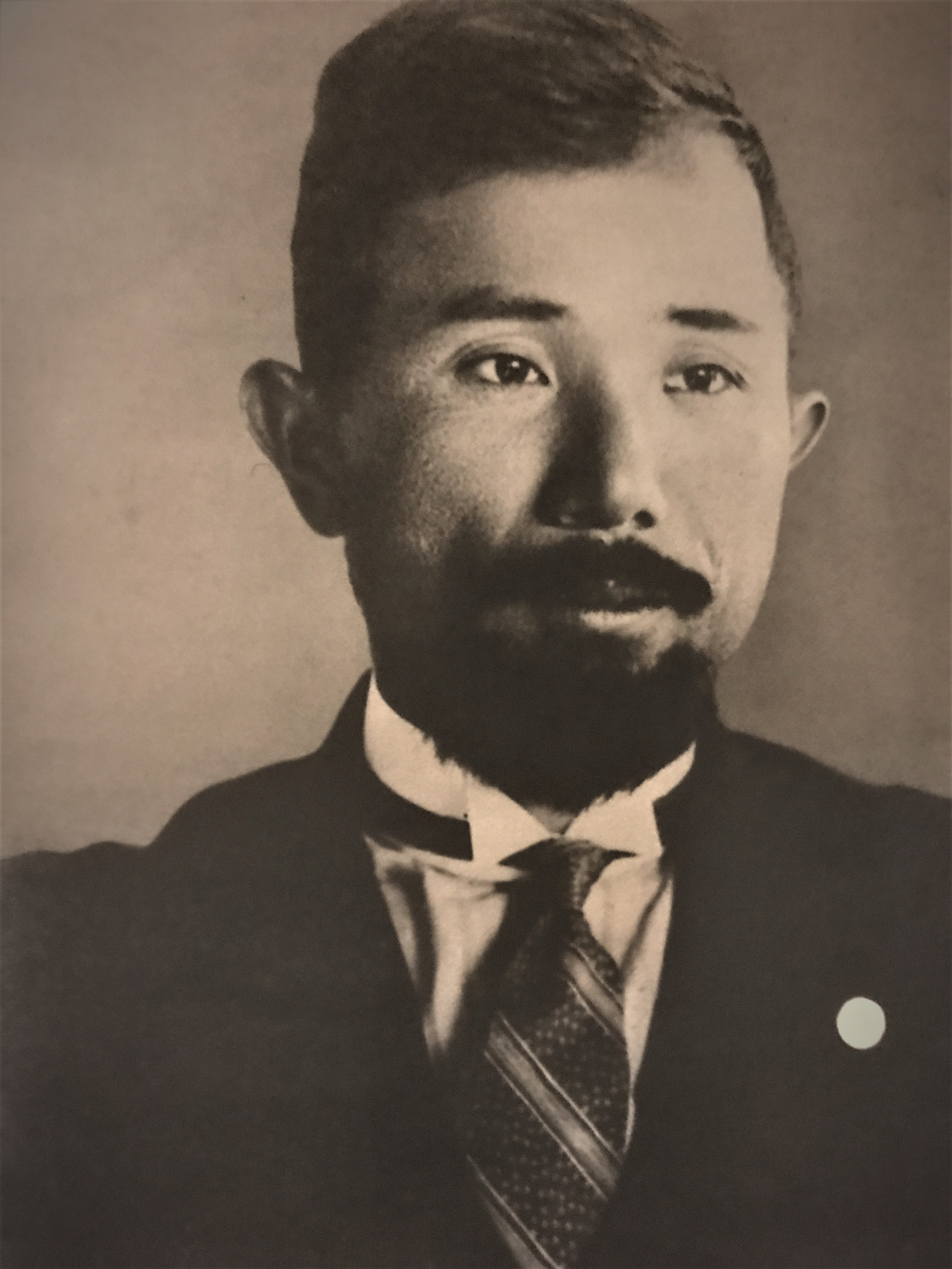
昭和3年11月10日昭和の大礼参列記念で撮影した肖像写真

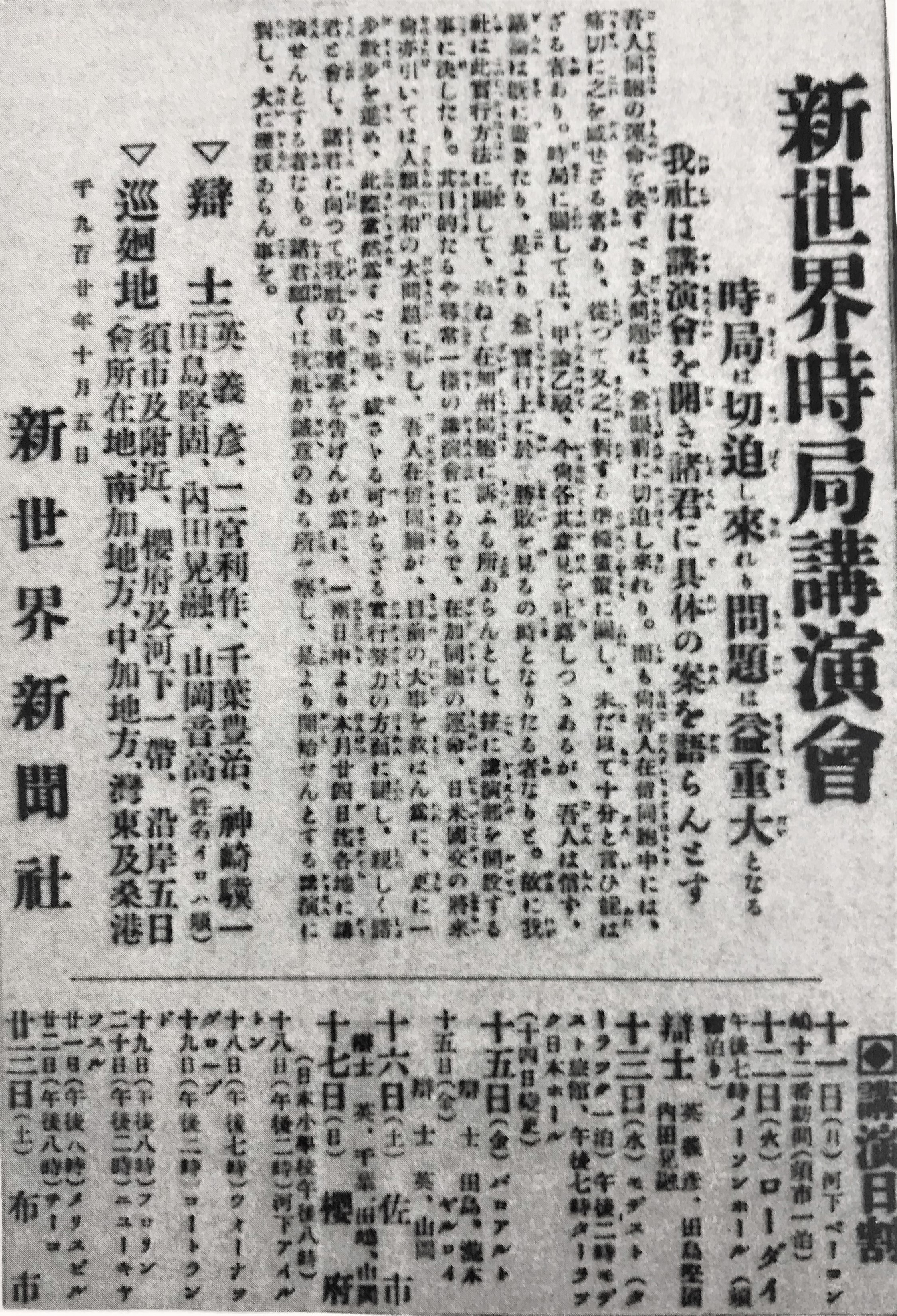
1920年10月にカリフォルニア州の日本人会で開催された時局講演会案内　(注釈7)

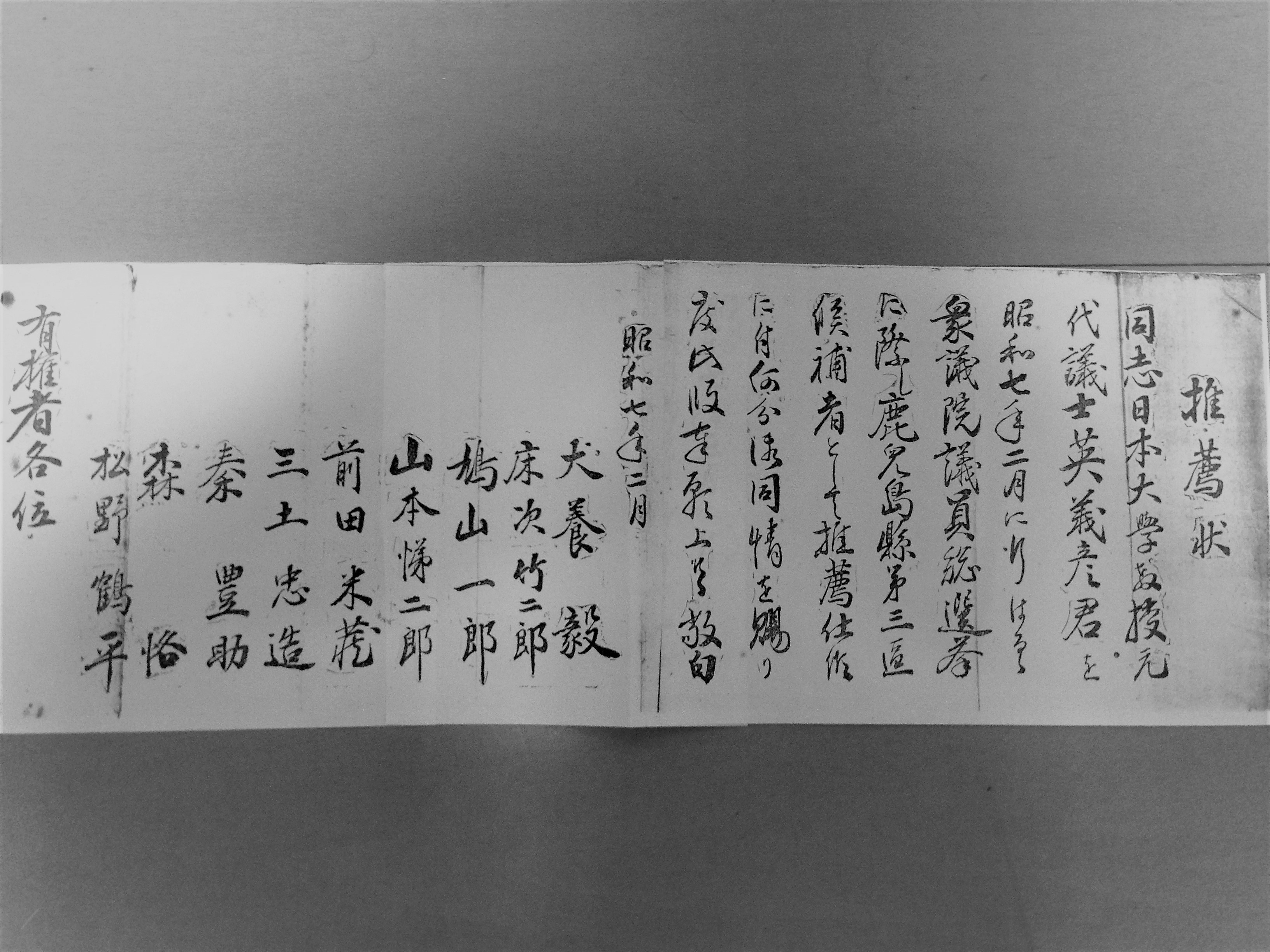
昭和七年衆議院選挙立憲政友会推薦書(英義彦)

英 義彦（はなぶさ よしひこ、1891年（明治24年）9月15日 – 1935年（昭和10年）5月1日）は、日本の衆議院議員（立憲政友会）。日本大学教授。

## 経歴
鹿児島県大島郡喜界村（現在の喜界町。奄美群島・喜界島）大字湾の出身。鹿児島県立第二鹿児島中学校(現在の鹿児島県立甲南高等学校)を経て、1915年（大正4年）、日本大学法律科正科を卒業。1916年(大正5年)7月、アメリカ合衆国に渡り、カリフォルニア大学・スタンフォード大学・コロンビア大学・ニュースクール大学(New school for social research)において心理学・社会心理学・政治心理学などを学び、1921年(大正10年)10月にコロンビア大学のDoctor of phirosophy(Ph.D)の学位を取得する。1923年(大正12年)6月にアメリカ合衆国から渡欧し、イギリス、ドイツ、フランス、デンマーク、オランダ、ベルギー、スイス、イタリア各国の成人教育の調査を行った。。1924年(大正13年)1月に帰国し、同年4月に日本大学教授、同年5月には日本大学学監に就任し、日本憲政史、社会学、政治研究、社会教育などを講義した。
なお、在米中の1920年(大正9年)10月には、新世界新聞社が主催する時局講演会に自由民権運動家でシアトルに移住していた実業家鈴木音高(山岡音高)らとともに講演者として加わり、カリフォルニア州スタクトン・ロサンゼルス・サンフランシスコ・サクラメント・サンノゼ・ニューキャッスルなどの日本人会を回った
1928年（昭和3年）、第16回衆議院議員総選挙に鹿児島三区から立憲政友会(田中義一総裁)所属で出馬し、当選を果たした。同年11月10日に京都御所で行われた昭和天皇即位の礼紫宸殿の儀に参列した。1930年(昭和5年)・1932年(昭和7年)の第17回衆議院議員選総挙選挙、第18回衆議院議員総選挙ではいずれも再選を目指したが、惜しくも落選し、日本大学で教鞭をとり続けた
その後、結核を患い、1935年(昭和10年)5月1日午前5時40分に東京府板橋区の自宅で逝去した。告別式は5月4日に本郷三丁目にあった佛教青年會舘で行われ、山岡萬之助日本大学学長以下教職員数百人が参列し、政界からも同郷の泉二新熊(もとじ　しんくま)大審院長、東郷実博士・衆議院議員を肇とする名士多数が参列した